# Катед Кандо
Катед Кандо (фр. Casteide-Candau) насеље је и општина у југозападној Француској у региону Аквитанија, у департману Атлантски Пиринеји која припада префектури По.
По подацима из 2011. године у општини је живело 223 становника, а густина насељености је износила 24,13 становника/km². Општина се простире на површини од 9 km². Налази се на средњој надморској висини од 157 метара (максималној 215 m, а минималној 79 m).

## Демографија
| 1962. | 1968. | 1975. | 1982. | 1990. | 1999. | 2011. |
| ----- | ----- | ----- | ----- | ----- | ----- | ----- |
| 164   | 172   | 188   | 186   | 185   | 180   | 223   |

График промене броја становника у току последњих година